# 安飛士·百捷集團
安飛士·巴吉集團（英語：Avis Budget Group, Inc.）為美國一家經營汽車租賃的大型跨國集團，旗下轄有安飛士租車、巴吉租車、巴吉卡車租賃、價廉租車、Zipcar等子公司。至2011年第一季為止，該集團在北美洲、澳大利亞及紐西蘭等地區的市場佔有率皆為第一。

## 沿革
2001年總部位於美國紐約的聖丹特公司以93億7千萬美元的代價收購安飛士集團控股公司（Avis Group Holdings）所有股權，入主安飛士租車公司。翌年巴吉集團自紐約證券交易所下市除牌，並將巴吉租車公司在美國、加拿大、拉丁美洲、加勒比地區、澳大利亞、紐西蘭等分公司的資產全部出售給聖丹特公司；至於其餘全球的分公司則賣給安飛士歐洲公司（Avis Europe, Plc.），自此安飛士·巴吉集團開始成形。
2010年起安飛士·巴吉集團與赫茲租車為了購併道樂·蘇立夫提租車集團（Dollar Thrifty Automotive Group, Inc.），出現鷸蚌相爭的局面。不過，2011年9月14日該集團宣布放棄該計畫，使得赫茲租車成為唯一的競購者。2013年1月2日該集團以每股12.25美元、總值4.91億美元收購總部位於麻塞諸塞州的汽車共享公司Zipcar，創立於2000年的後者已發展成為全球最大的汽車共享服務公司，營運範圍包含美國、加拿大、英國、西班牙與奧地利等國家，全球會員總數有76.7萬人。2015年4月9日，該集團宣布以1億6千萬美元的代價併購義大利第四大租車公司馬焦雷集團（Maggiore Group）。

## 內部連結
- 安飛士租車
- 巴吉租車
- 巴吉卡車租賃
- 安維斯租車

## 外部連結
- （英文）官方網站（页面存档备份，存于）